# 梁庄站
梁庄站是一个侯月线上的铁路车站，位于山西省沁水县梁庄，建于1995年，目前为五等站，邮政编码为048201。目前客运：办理旅客乘降；不办理行李、包裹托运；不办理货运营业。